# Vernéville
Vernéville ist eine französische Gemeinde mit 676 Einwohnern (Stand 1. Januar 2022) im Département Moselle in der Region Grand Est (bis 2015 Lothringen). Sie gehört zum Arrondissement Metz.

## Geographie
Vernéville liegt in Lothringen, 13 Kilometer westlich von Metz, elf Kilometer nördlich von Gorze und vier Kilometer südwestlich von Amanvillers (Amanweiler),  auf einer Höhe zwischen 278 und 322 m über dem Meeresspiegel. Das Gemeindegebiet umfasst 9,18 km².
Zu Vernéville gehören die Gehöfte Bagneux, Chantereine und Malmaison.

## Geschichte
Die Ortschaft gehörte früher zum Bistum Metz.
Durch den Frankfurter Frieden vom 10. Mai 1871 kam die Region an das deutsche Reichsland Elsaß-Lothringen, und das Dorf wurde dem Landkreis Metz im Bezirk Lothringen zugeordnet. Die Dorfbewohner ernährten sich vom Getreide-, Obst- und Gemüseanbau sowie von der Forstwirtschaft.
Nach dem Ersten Weltkrieg musste die Region aufgrund der Bestimmungen des Versailler Vertrags 1919 an Frankreich abgetreten werden und wurde Teil des Département Moselle. Im Zweiten Weltkrieg war die Region von der deutschen Wehrmacht besetzt.
1915–1918 und 1940–1944 trug der Ort den eingedeutschten Namen „Wernheim“.

### Bevölkerungsentwicklung
| Jahr      | 1910 | 1962 | 1968 | 1975 | 1982 | 1990 | 1999 | 2007 | 2019 |
| Einwohner | 487  | 435  | 438  | 449  | 432  | 565  | 617  | 599  | 652  |

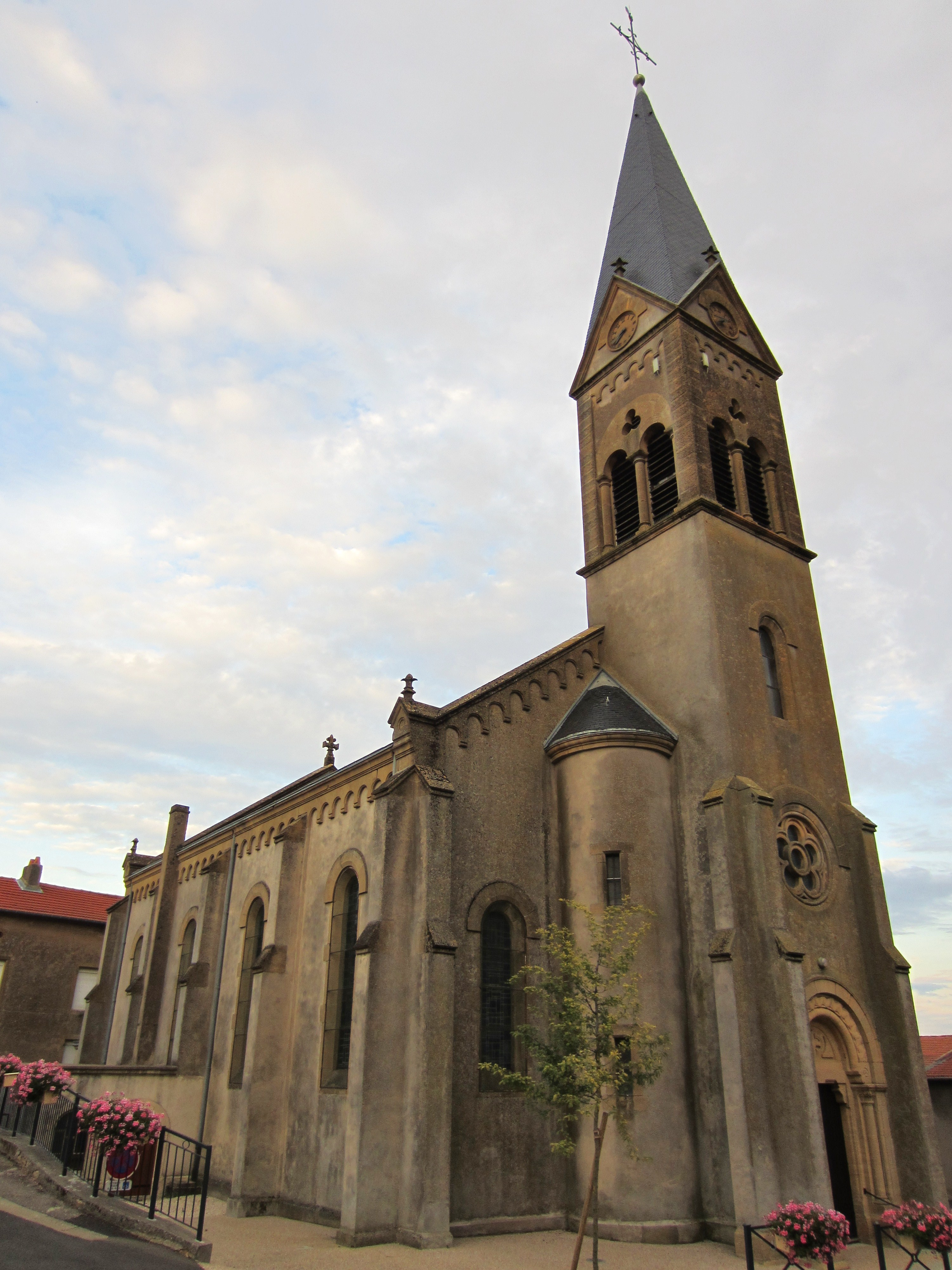
Kirche der Übersetzung des Hl. Eligius
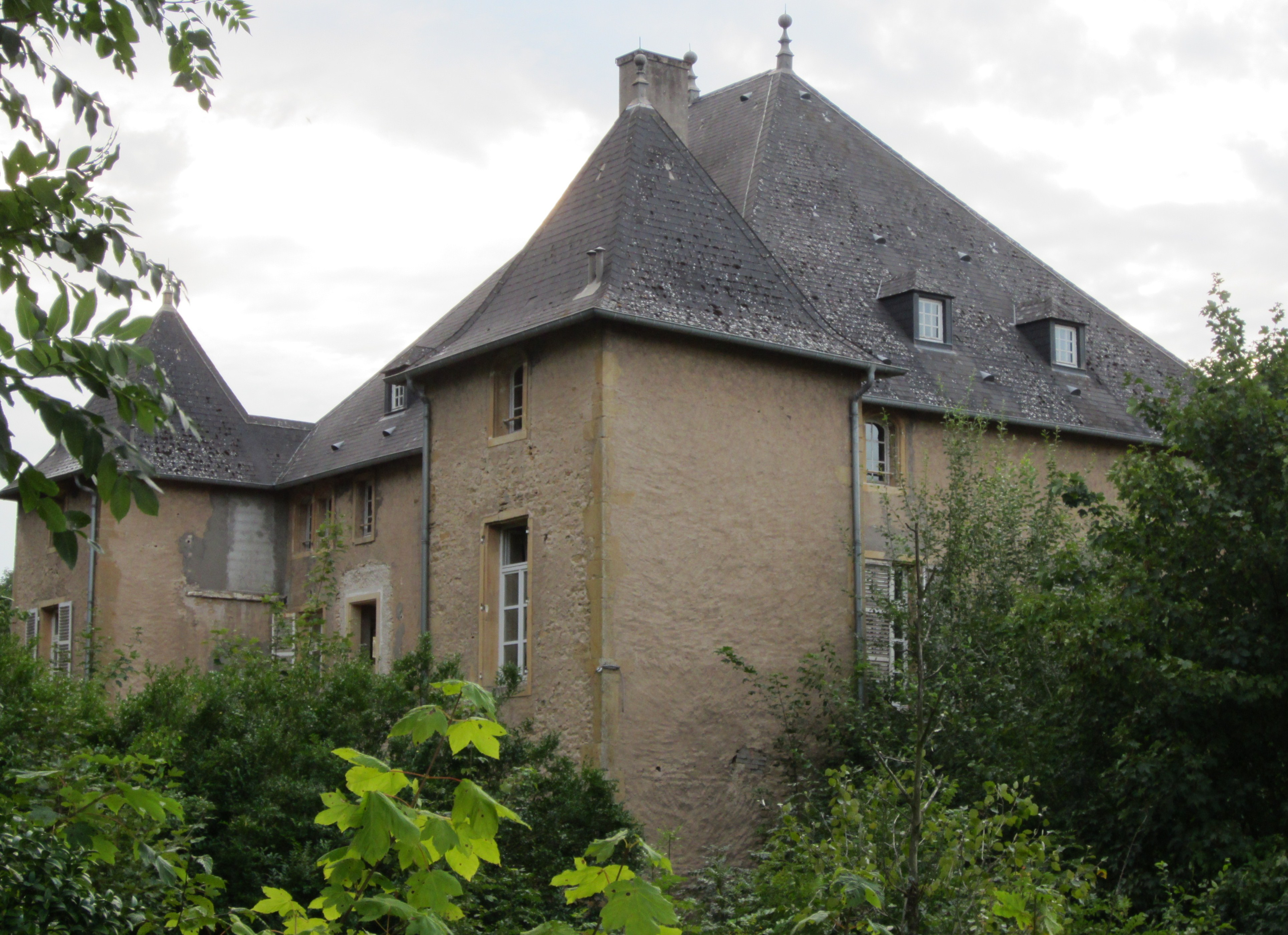
Schloss Vernéville
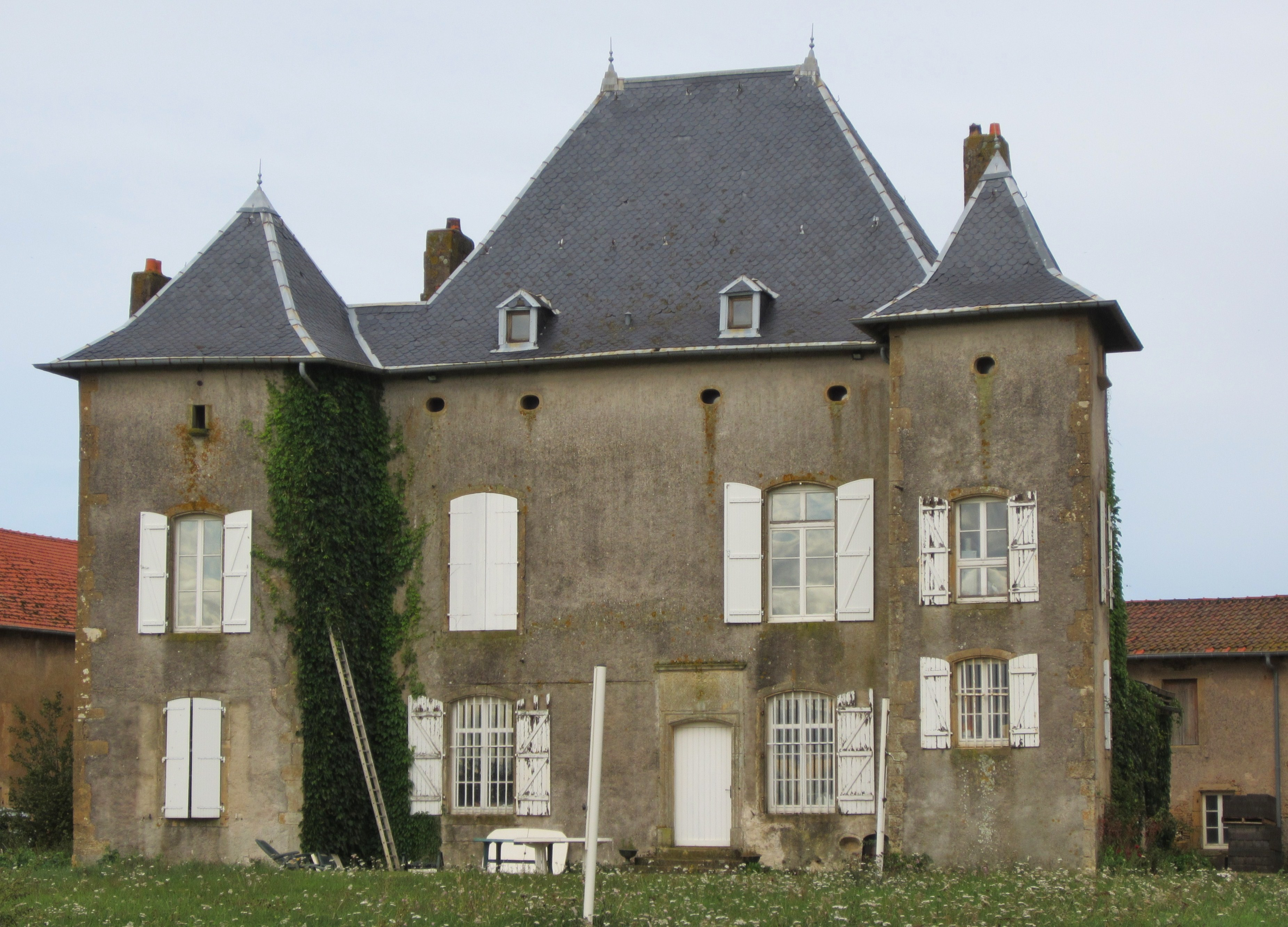
Schloss Bagneux

## Altdeutsche Literatur
- Georg Lang: Der Regierungs-Bezirk Lothringen. Statistisch-topographisches Handbuch, Verwaltungs-Schematismus und Adressbuch, Metz 1874, S. 91 (books.google.de).